# James Brown and His Famous Flames Tour the U.S.A.
James Brown and His Famous Flames Tour the U.S.A. é o sexto álbum de estúdio do músico americano James Brown and The Famous Flames. O álbum foi lançado em 1962 pela King Records.

## Faixas
| N.º | Título                               | Duração |  |
| 1.  | "Mashed Potatoes U.S.A."             | 2:51    |  |
| 2.  | "Choo-Choo Locomotion"               | 2:52    |  |
| 3.  | "Three Hearts in a Tangle"           | 2:52    |  |
| 4.  | "Doin' the Limbo"                    | 2:27    |  |
| 5.  | "I Don't Care"                       | 2:50    |  |
| 6.  | "Joggin' Along"                      | 2:24    |  |
| 7.  | "I've Got Money"                     | 2:29    |  |
| 8.  | "Sticky"                             | 2:46    |  |
| 9.  | "Like a Baby"                        | 2:51    |  |
| 10. | "Every Beat of My Heart"             | 3:34    |  |
| 11. | "In the Wee Wee Hours (Of the Nite)" | 2:50    |  |
| 12. | "Cross Firing"                       | 2:21    |  |